# Авиационное крыло Сил обороны Ботсваны
Военно-воздушные силы Ботсваны (англ. Botswana Defence Force Air Wing) — один из видов вооружённых сил Республики Ботсваны

## История
Воздушное крыло сил самообороны Ботсваны было основано в 1977 году в связи с ухудшением внутреннего положения в стране и массовыми волнениями. Все эскадрильи получили приставку Z, а основной базой является Молепололе (построена в 1992-96 гг. силами иностранных компаний). Кроме того, самолеты и вертолеты базируются на международном аэродроме Габороне и Франкистаун. Основу ВВС составляют 13 бывших канадских самолета CF-116 (получили местное обозначение CF-5). Машины были получены в 1996 году для замены старых «Страйкмастеров». В 2000 году были получены еще три одноместные машины и две учебно-боевых. Для транспортных целей используются BN-2A/B, C-212, CN-235 и C-130B.
В 2000 году для Z21 были куплены три AS.350BA, что довело количество вертолетов этого типа в составе эскадрильи до восьми. Единственный Bell 412 итальянской постройки был заменен на Bell 412EP в VIP конфигурации. Таким образом, в Z21 есть шесть Bell 412. Подготовка летчиков осуществляется на базе семи PC-7. VIP звено располагает Bell412, Gulfstream и Бе-200. В 1993 году были получены девять AMARC O-2A, которые широко используются в столкновениях с мятежниками.

## Система ПВО
В 2005 году Силы обороны Ботсваны заключили с испанской компанией Indra контракт на 7,1 млн евро, предусматривающий разработку и внедрение полноценной системы ПВО. Проект включал разработку и внедрение центра управления, состоящего из 9 командных пунктов слежения и управления воздушным движением для сбора и обработки информации о воздушном пространстве страны, поступающей от радаров наблюдения, радиопереговоров с воздушными судами и гражданских авиадиспетчерских.

## Происшествия
- 18 апреля 2002 г. F-5 разбился во время выступления в День Сил обороны Ботсваны. Пилот погиб.
- 20 октября 2011 г. два PC-7 Сил обороны Ботсваны столкнулись в воздухе над населенным пунктом Letlhakeng, в ста километрах к западу от Габороне. Все члены обоих экипажей погибли.[4]
- 27 июня 2014 года ВВС Ботсваны потеряли Еврокоптер AS350 Экюрой, упавший во время выполнения тренировочной программы на авиабазе Thebephatshwa. Оба пилота были отправлены в госпиталь в стабильном состоянии.[5]
- 8 февраля 2017 г. транспортник CASA C-212 через несколько минут после взлёта упал на территории деревни Thebephatshwa. Погибли трое находившихся на борту людей. Самолёт направлялся в столицу Габороне, находящуюся на расстоянии 90 км.[6]

## Опознавательные знаки

Опознавательный знак
Знак на киль

Примечательно, что опознавательный знак ВВС Ботсваны имеет сходство со знаком ВВС Эстонии.

## Галерея

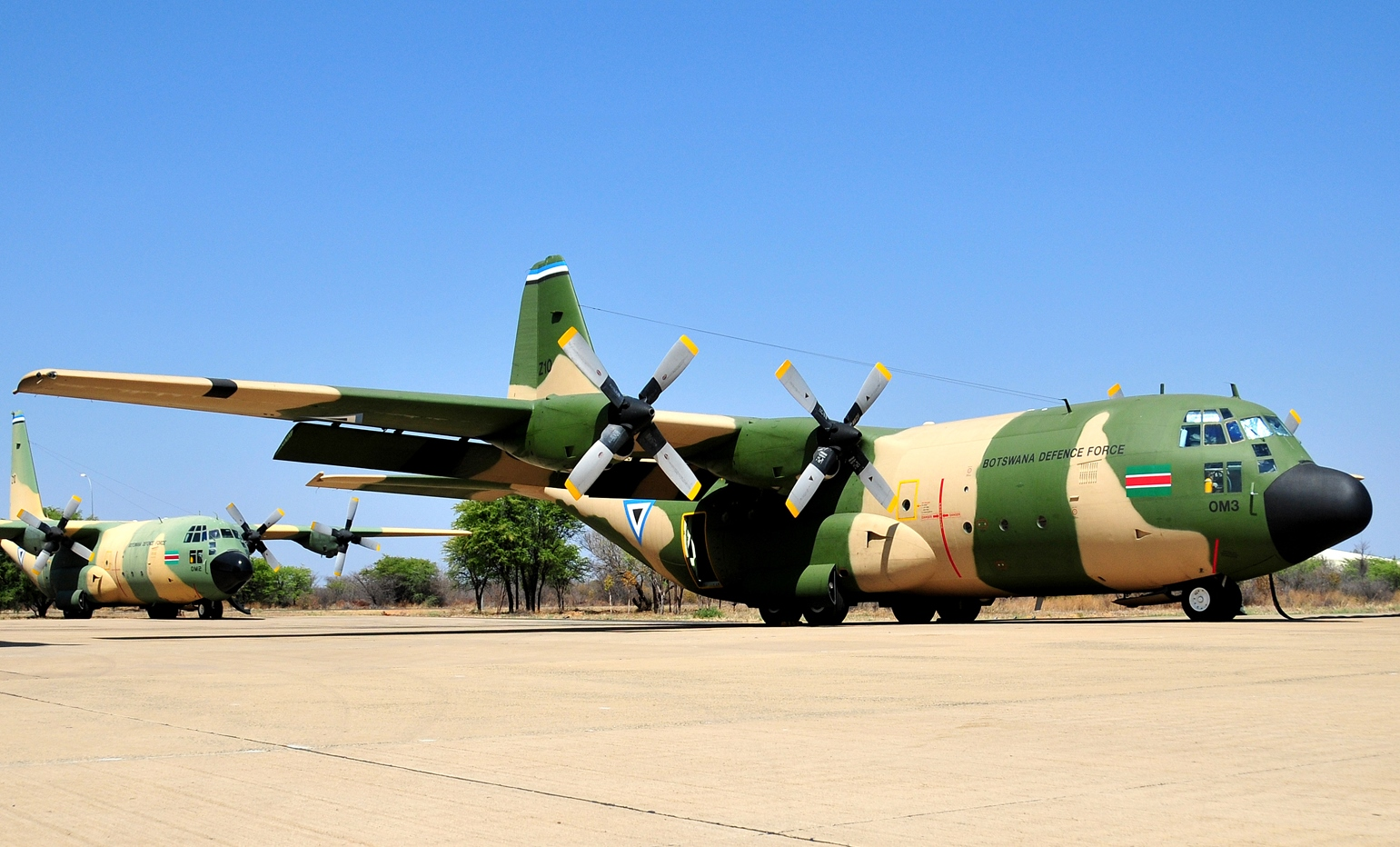
C-130
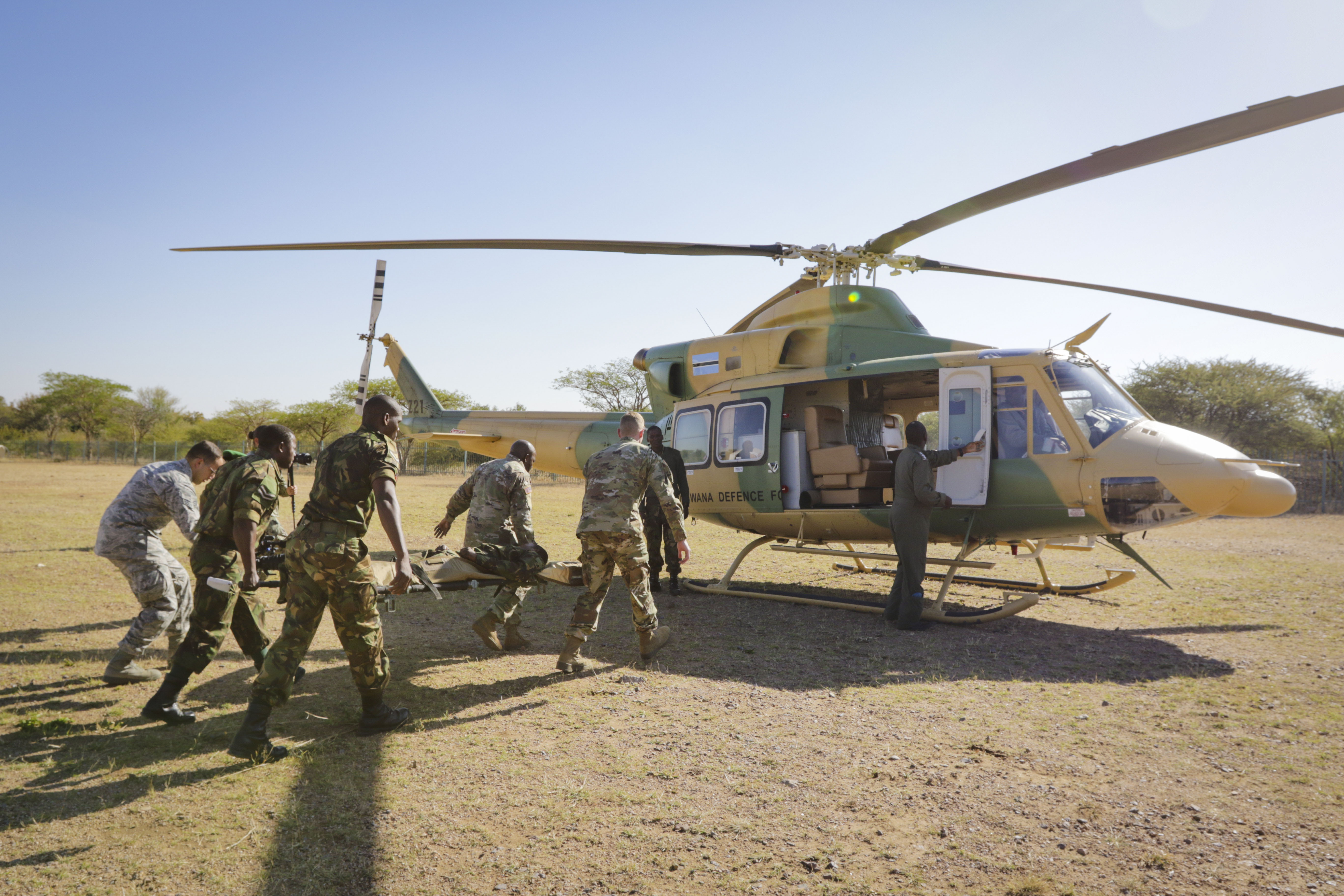
Bell 412
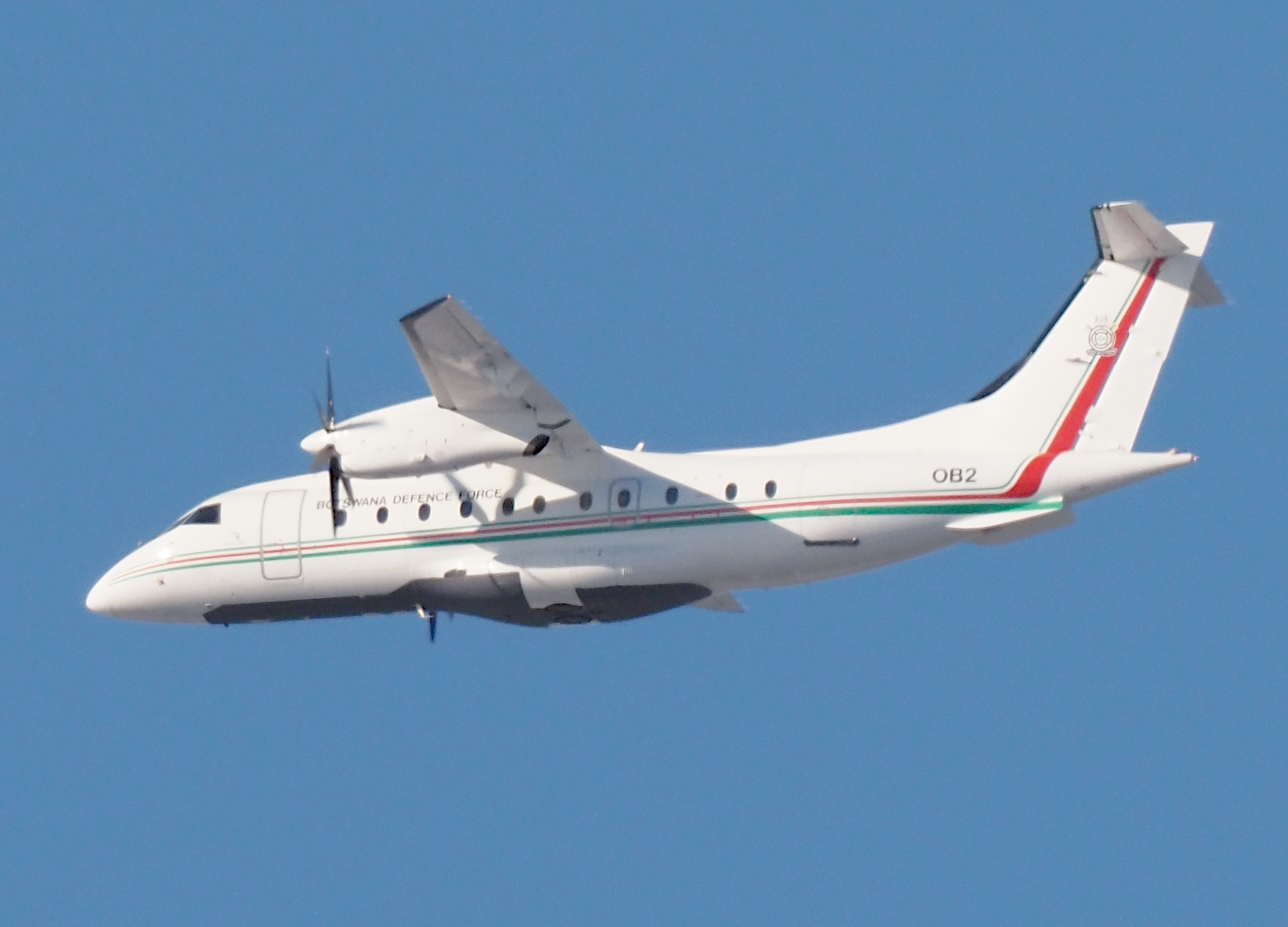
Dornier Do-328
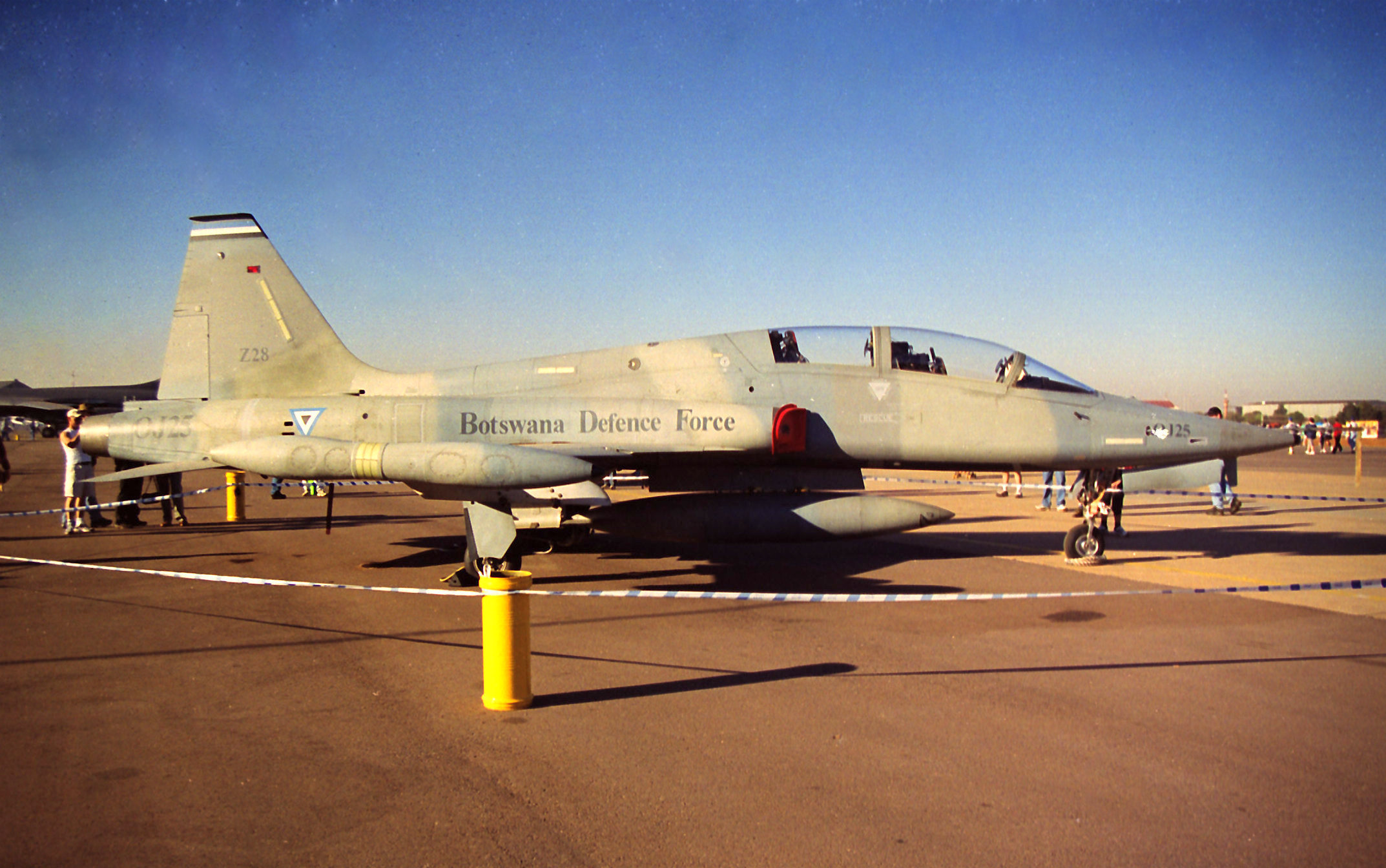
CF-5